# 沈春福
沈春福（1954年—2016年），為臺灣布袋戲木偶雕刻師，居於雲林縣古坑鄉。為布袋戲大師黃俊雄所起用，雲州大儒俠之著名角色「秘雕」、霹靂布袋戲之主角「素還真」、天宇布袋戲之主角「紅雲」均為其作品。其子沈炎村亦承父業，繼續刻偶事業。

## 作品風格
- 承襲圓潤平正的傳統風格，但帶有特殊的趣味與性格，時常被採用為具有特殊個性的角色。嘴角略微下撇為其特色。
- 不使用機器車好之粗胚，全程手工製作，由原木塊開始著手劈鑿，直接形塑成所欲雕刻的形象，其手藝已為當今臺灣刻偶師所罕見。沈春福師傅說：「如果被機器取代，這樣就不是傳統藝術了。」

## 主要作品
- 霹靂

中視時期：斯文客(黑髮版)、小金剛(黑髮、白髮版)、黑白郎君、網中人(一至六代)、獨眼龍、金太極、黑鋼刀、藏鏡人(金衣版)、飄行屍、大漠鷹王、習長青(一滴血半條命)、西門鵰、紫霹靂、涼心茶宇良心
錄影帶時期：素還真、談無慾、一頁書、單鋒劍尊宇文天、狼牙缺岩十一、羅網乾坤崎路人、枯葉、燈蝶修萬年、通瑤池、宮布衣、關足天、毒王毒千手、流星君、血手魔魁滿天紅、一刀萬殺、金太極、獨眼龍、冷劍白狐、黑白郎君、何三色、半邪郎、一葉知秋太黃君、烈陽神、花信風、紫錦囊文武兩版、絕情師太、黃金籠誅十七、武皇半尺劍、千里不留行(霧谷老人)、宇宙至尊棺、鬼王棺、業途靈、腹中首、帝王根、黑面狂刀鶴崗、表象意魔、天下第一素續緣、魔域三教宗、南宮佈仁、歿神、天象大如、人海大如、地藏大如、一指道靈半生浮、龍琴一品、蟻天海殤君、白雲驕霜、雪中狼、地煞燕渡關、網中人(狂刀以前)
- 天宇

初期紅雲、上官殘心、上官星(少年時期、蜘蛛頭)、造雲麒麟、藍霞、黑霾、妖脖畸形人、鐵衛十口、時空眾殺星、幽浮夜影（青色版）、天皇、開眼不停刀、刻魂石雕刀盲三少、通靈鳥、一串凡軍、開書讀殺、獨眼狂人、一裁公、二裁公、銀河行(一代)、活木五號、黑岩武士、花中人(一代)、白傘管天雷、金眼識天體、鐵蝶風斬、閻王手斷無極(同黑霾)、三世暴龍、秋風劍奴、（刀劍談）白臉峭壁人狼
- 羅博(沈明正布袋戲)

武俠天下之鐵漢男俠系列的作品
男俠、文俠（一代、二代）、無牙、劉郎、風塵郎、千萬招（一代）、千萬能、三思而行神（一代）、大小通吃一條龍、恨乾坤、魔教三衰、東西尊、鬼腦、貪心王、霸王生、野千姬、大罪女、金梟子、駝背俠、十六春（蒙面版）

## 外部連結
- 惜浪巖 布袋戲資訊站 （页面存档备份，存于）
- 台灣雕刻布袋戲偶瑰寶 沈春福 師傅 （页面存档备份，存于）
- 羅博官方論壇 沈明正 （页面存档备份，存于）